# Sebastian Gille

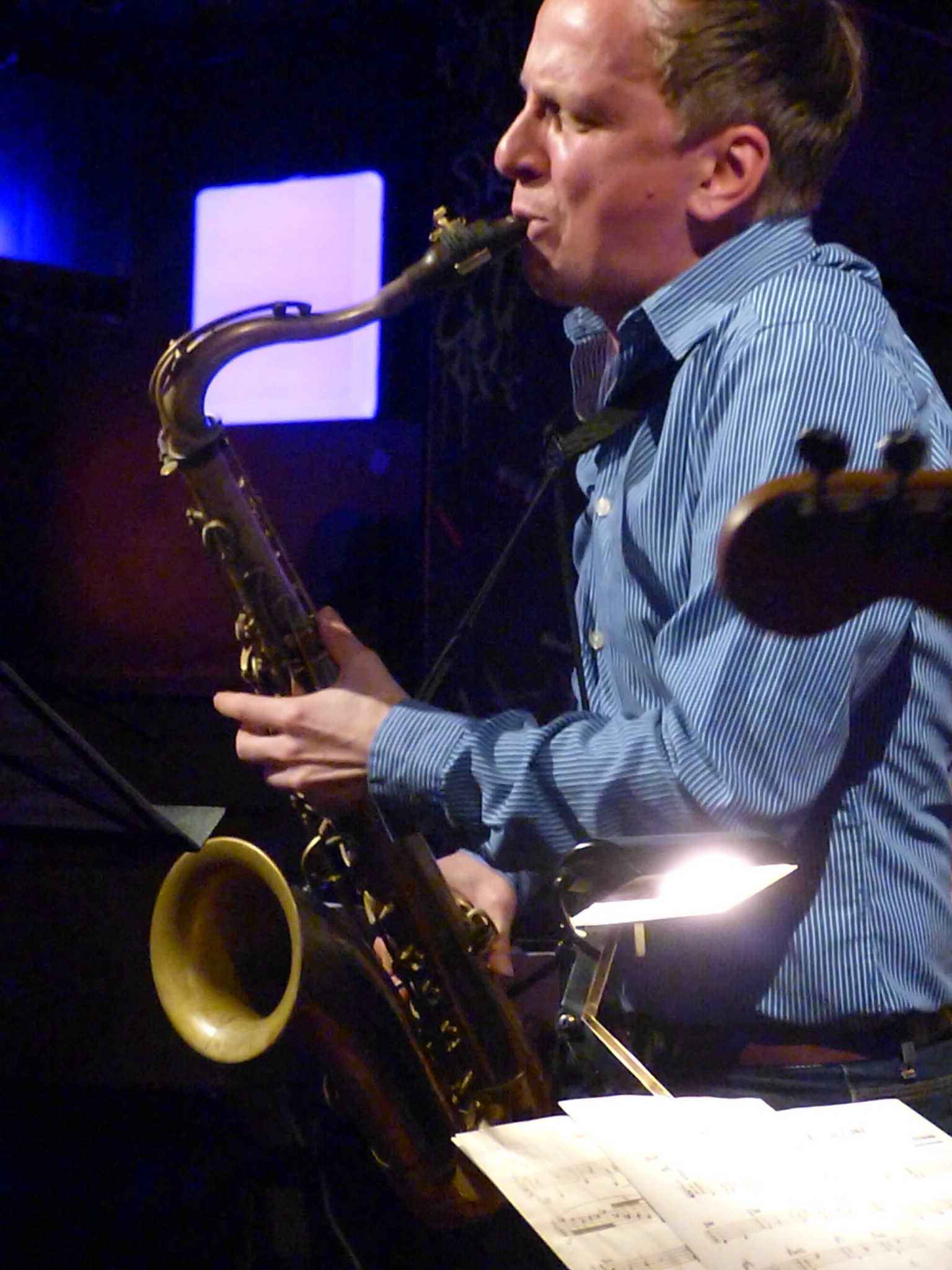
Sebastian Gille 2017 im ARTheater Köln

Sebastian Gille (* 1. Februar 1983 in Quedlinburg) ist ein deutscher Jazzsaxophonist. Er „steht einerseits tief in der Jazztradition, erweitert sie jedoch mit der Neugier des Klangforschers.“

## Leben und Wirken
Gille begann mit 14 Jahren Saxophon zu spielen. Fünf Jahre später gewann er den Yamaha SaxContest 2003 in der Kategorie Jazz. Ein halbes Jahr darauf wurde er Mitglied im Bundesjazzorchester (BuJazzO) unter der Leitung von Peter Herbolzheimer. 2004 begann er ein Studium in Hamburg an der Hochschule für Musik und Theater Hamburg, wo er Saxophon-Unterricht bei Fiete Felsch hatte. Daneben besuchte er Lehrstunden und Meisterklassen bei Phil Woods, Branford Marsalis, Donny McCaslin, John Taylor, Bobo Stenson, Ben Monder und John Ruocco. 2012 schloss er sein Studium ab.
Seit 2008 war Gille gelegentlich als Gastsolist bei der NDR Bigband tätig; so wirkte er bei dem Album von João Bosco mit der NDR Bigband (Senhoras do Amazonas, Enja) mit.
Der vom Hamburger Abendblatt als der „bemerkenswerteste Hamburger Jazzmusiker seit Langem“ bezeichnete Gille tourte mit Al Jarreau, Steve Swallow, Adam Nussbaum, Norma Winstone, Bob Brookmeyer, Nils Landgren, Vladyslav Sendecki, Claus Stötter, Nils Wogram, Jim Black, Mike Gibbs und Dré Pallemaerts. 2007 verpflichtete der britische Komponist und Arrangeur Steve Gray Gille für ein Projekt mit dem Pianisten Abdullah Ibrahim.
Gille gründete 2009 mit Pablo Held, Robert Landfermann und Jonas Burgwinkel sein eigenes Quartett, dessen Debütalbum Anthem 2011 bei Pirouet erschien. Neben Eigenkompositionen enthält es auch Interpretationen des Kurt-Weill-Titels Barbara Song und der Ballade You Won't Forget Me. Im Hamburger Stadtteil Altona hatte er 2010–2011 unter dem Namen Gille´s Art eine Konzertreihe im Jazzraum (Unterprojekt des Hafenbahnhof). Er ist auch auf Alben von Pablo Held, Robert Landfermann, Klaus Heidenreich, Björn Lücker, Sandra Hempel, Nathan Ott, Natalia Mateo, Florian Ross, Simon Nabatov (Lovely Music, 2024), der Jazz Big Band Graz und des Koi Trio um Matthias Akeo Nowak zu hören. Auf Einladung des Gitarristen Pedro Martins spielte er 2017 beim SWR New Jazz Meeting.

## Preise und Auszeichnungen
2007 erhielt Gille den Dr. E. A. Langner Jazzpreis und im selben Jahr zusammen mit Sandra Hempel den Jazzförderpreis des Kulturforums Schleswig-Holstein. 2015 erhielt er den Hamburger Jazzpreis als „eine der wichtigsten Stimmen des aktuellen Jazz in Hamburg“. Er verfüge „über eine erstaunliche musikalische Reife: Er hat eine vorzügliche Technik, einen höchst individuellen, unverwechselbaren Ton und ist ein Schöpfer origineller und zeitgemäßer Kompositionen.“ 2018 wurde er mit dem SWR-Jazzpreis ausgezeichnet; nach Ansicht der Jury „hat (Gille) eine ganz eigene Kunst darin entwickelt, den Saxofon-Sound spontan zu wandeln und mit vielfältigen Farben und Emotionen aufzuladen“.

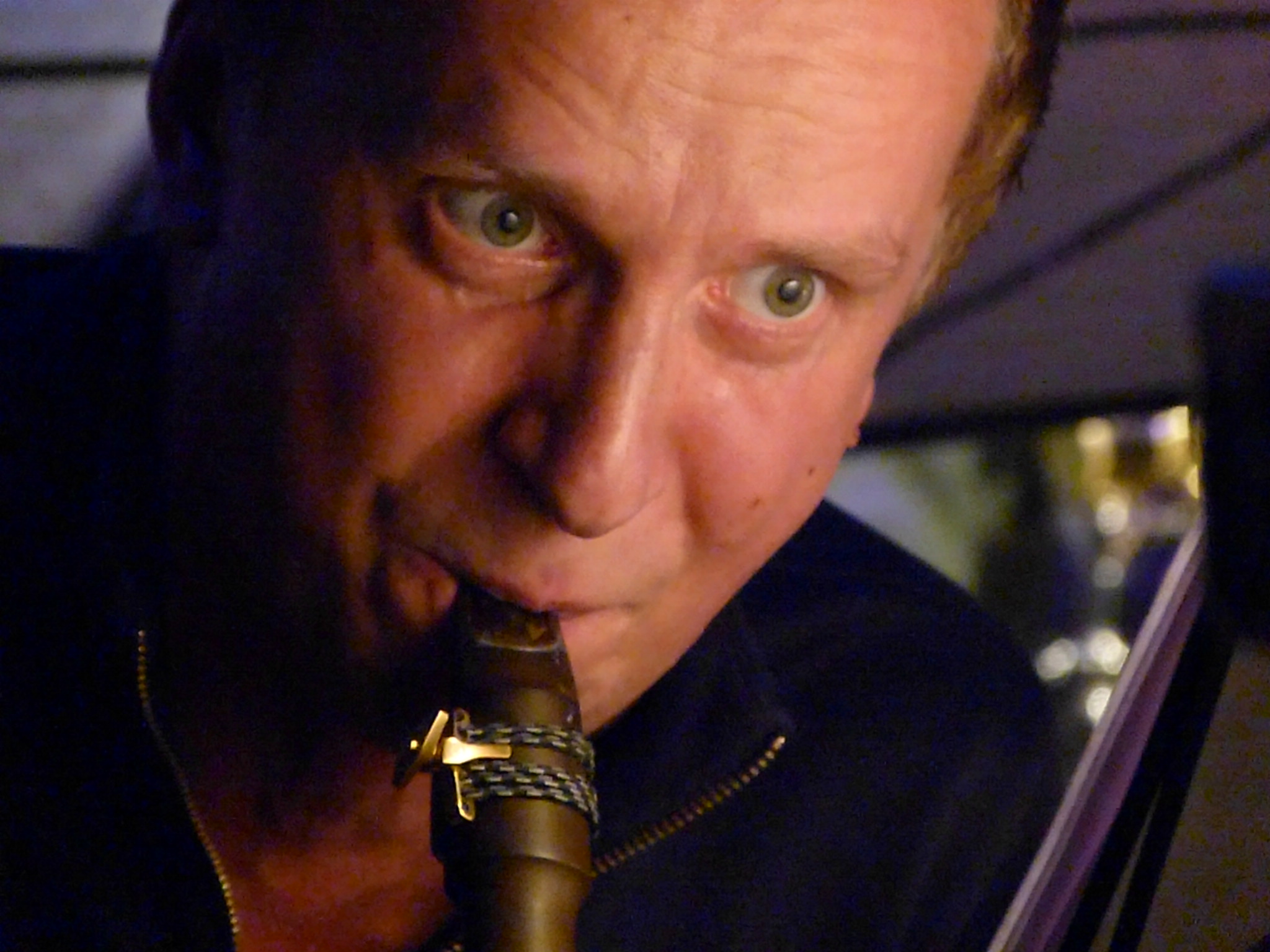
Sebastian Gille 2018 im Subway

## Diskographische Hinweise
- Anthem (Pirouet 2011)
- Matthias Akeo Nowak, Bill Elgart, Sebastian Gille & Achim Kaufmann: Common Ground (Jazzwerkstatt 2018)
- Christophe Schweizer/Sebastian Gille/Pablo Held/Joris Teepe/Billy Hart: Stream (Enja 2020)
- Robert Landfermann: Rhenus (Klaeng, 2023)